# 寝覚発電所

1919年（大正8年）から1939年（昭和14年）にかけて存在した大同電力による木曽川水力発電事業の経緯と発電所位置図

寝覚発電所（ねざめはつでんしょ）は、長野県木曽郡上松町大字小川にある関西電力株式会社の水力発電所である。木曽川水系にあるダム水路式発電所で、最大出力3万5,000キロワットにて運転されている。
本項では、同じ上松町内に位置し、寝覚発電所の放水によって発電する上松発電所（あげまつはつでんしょ）についても記述する。こちらは水路式発電所で、最大出力8,000キロワットにて運転されている。運転開始は寝覚発電所が1938年（昭和13年）、上松発電所が1947年（昭和22年）。

## 設備構成
寝覚発電所はダム・導水路の双方により落差を得て発電するダム水路式発電所である。最大使用水量65.80立方メートル毎秒・有効落差64.29メートルにより最大3万5,000キロワットを発電する。

### 取水口
寝覚発電所は木曽川本川ならびにその支流王滝川・小川より取水する。
そのうち王滝川は高さ（堤高）35.2メートル・長さ（堤頂長）132.5メートルの木曽ダム（北緯35度49分11秒 東経137度40分40秒 / 北緯35.81972度 東経137.67778度）を取水ダムとする。取水口はダム右岸にあり、2階建て構造となっている取水口のうち上部を使用する（下部は木曽発電所取水口）。木曽ダムが1967年（昭和42年）に完成した際、寝覚発電所の取水口はここへ移された。元々の取水口はダム上流、木曽町三岳字黒田にあり、高さ5.0メートル・長さ72.0メートルの取水堰の右岸に設けられていた。
木曽川本川の取水堰は木曽町福島字川淵に位置する（北緯35度50分10.4秒 東経137度41分10.3秒 / 北緯35.836222度 東経137.686194度）。旧神戸発電所の取水堰を寝覚発電所取水用に改修したもので、高さ8.5メートルの堰柱の上に高さ2.15メートルの4連プラットトラスを置き、4門のストーニーゲートを設ける、という構造である。取水口は堰の左岸にある。
小川の取水堰は上松町大字小川字長路沢に位置し（北緯35度46分18.6秒 東経137度40分17.8秒 / 北緯35.771833度 東経137.671611度）、その左岸に取水口がある。寝覚発電所用に新設されたものだが、木曽発電所の支水路も接続する。

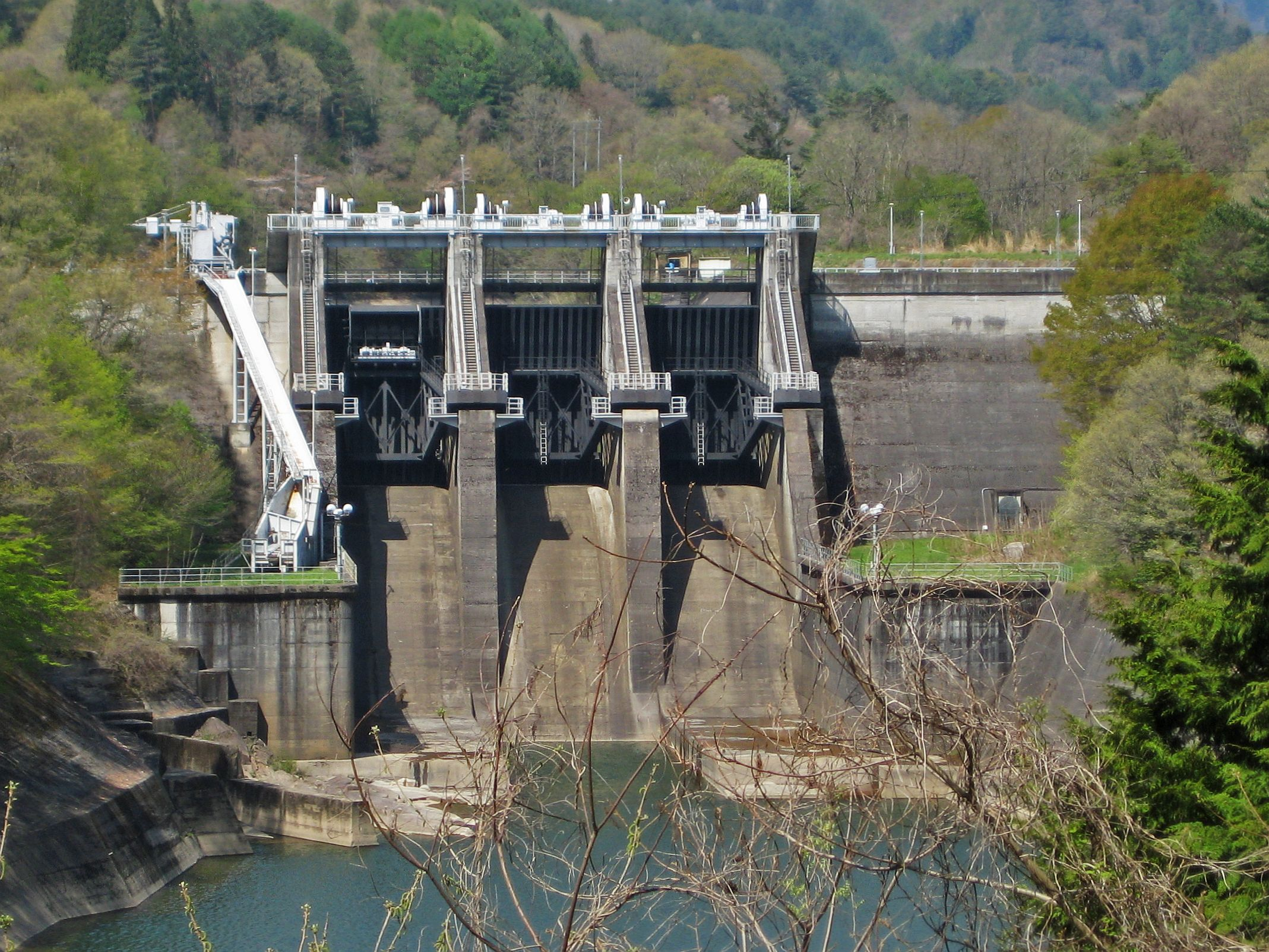
木曽ダム（王滝川取水ダム）
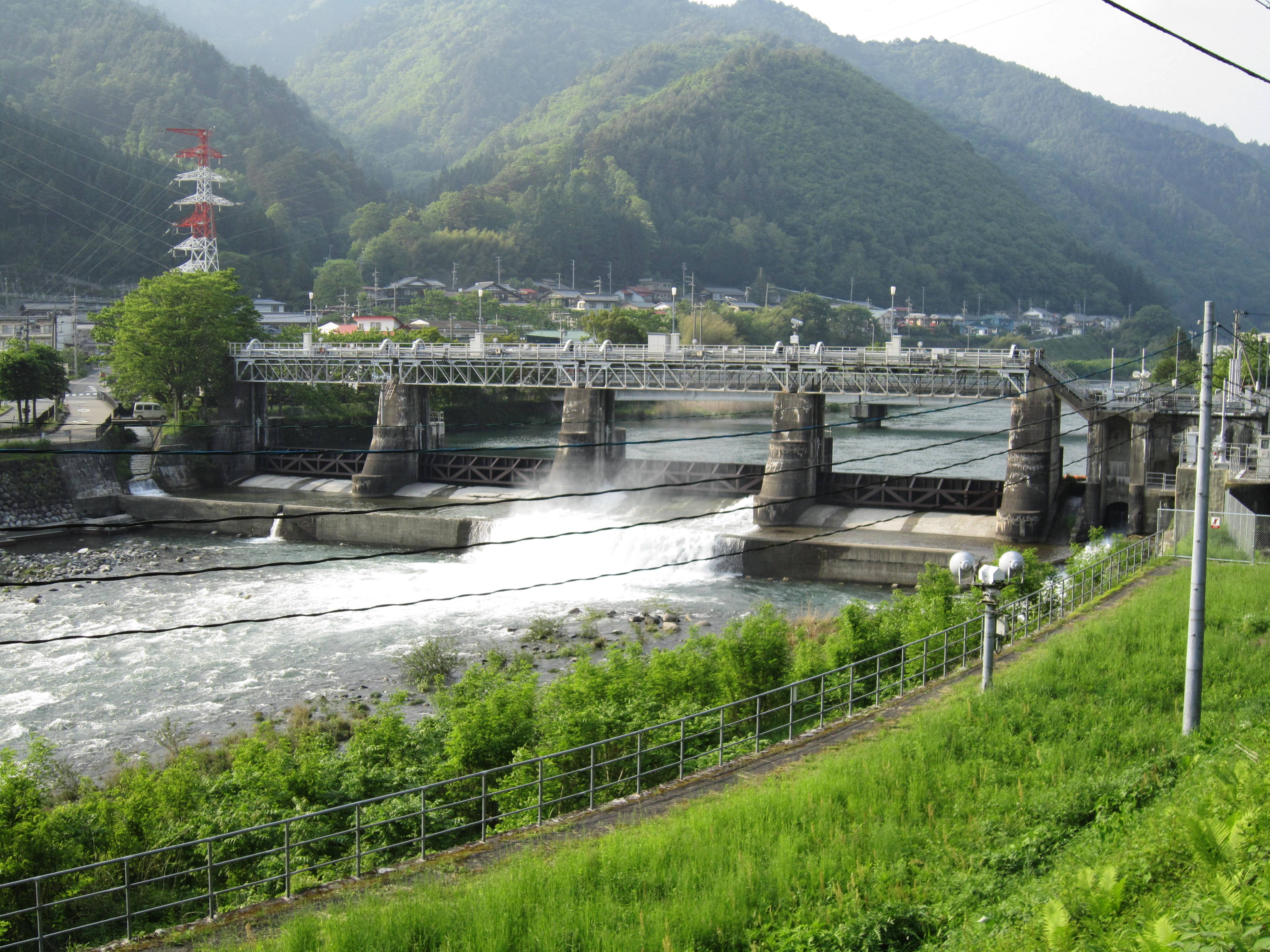
木曽川取水堰

### 導水路
王滝川取水口からの流水と木曽川取水口からの流水は、王滝川・木曽川の合流点の右岸近く（木曽町福島字大平）に設置された合流池へとそれぞれ導水される。王滝川取水口から合流池までの導水路（「王滝川線」と称す）は元々長さ3.4キロメートルで、トンネルと暗渠で構成されたが、木曽川合流点の約300メートル上流側に建設された木曽ダムへと取水口が移ったため、導水路の長さは短くなっている。木曽川取水口から合流池までの導水路（「木曽川線」と称す）は長さ2.4キロメートルで、大部分が旧神戸発電所の導水路を改修したもの。旧発電所水槽から合流池までの区間が寝覚発電所建設に伴う新設区間で、木曽川左岸を通る導水路を右岸側へと渡すためのサイフォン式水路橋がこの区間にある。
合流池から発電所上部水槽までの導水路（「本線」と称す）は長さ4.3キロメートル。全区間トンネルで構成され、1,800分の1の勾配がついている。
小川取水口からの導水路（「小川線」と称す）はそのまま上部水槽へつながっており、その長さは1.9キロメートル。トンネルまたは暗渠で構成され、1,300分の1の勾配がつく。

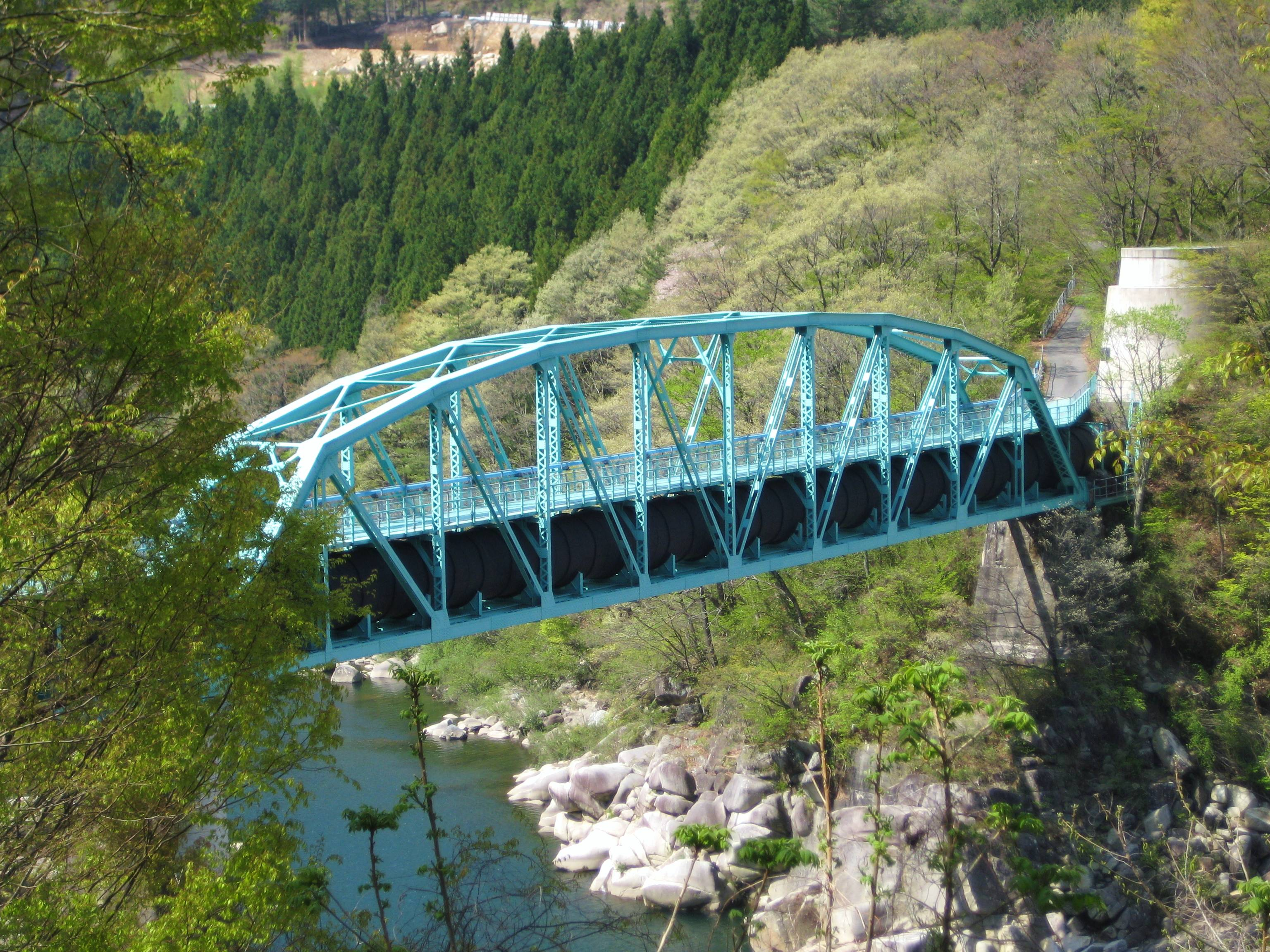
木曽川にかかるサイフォン式水路橋
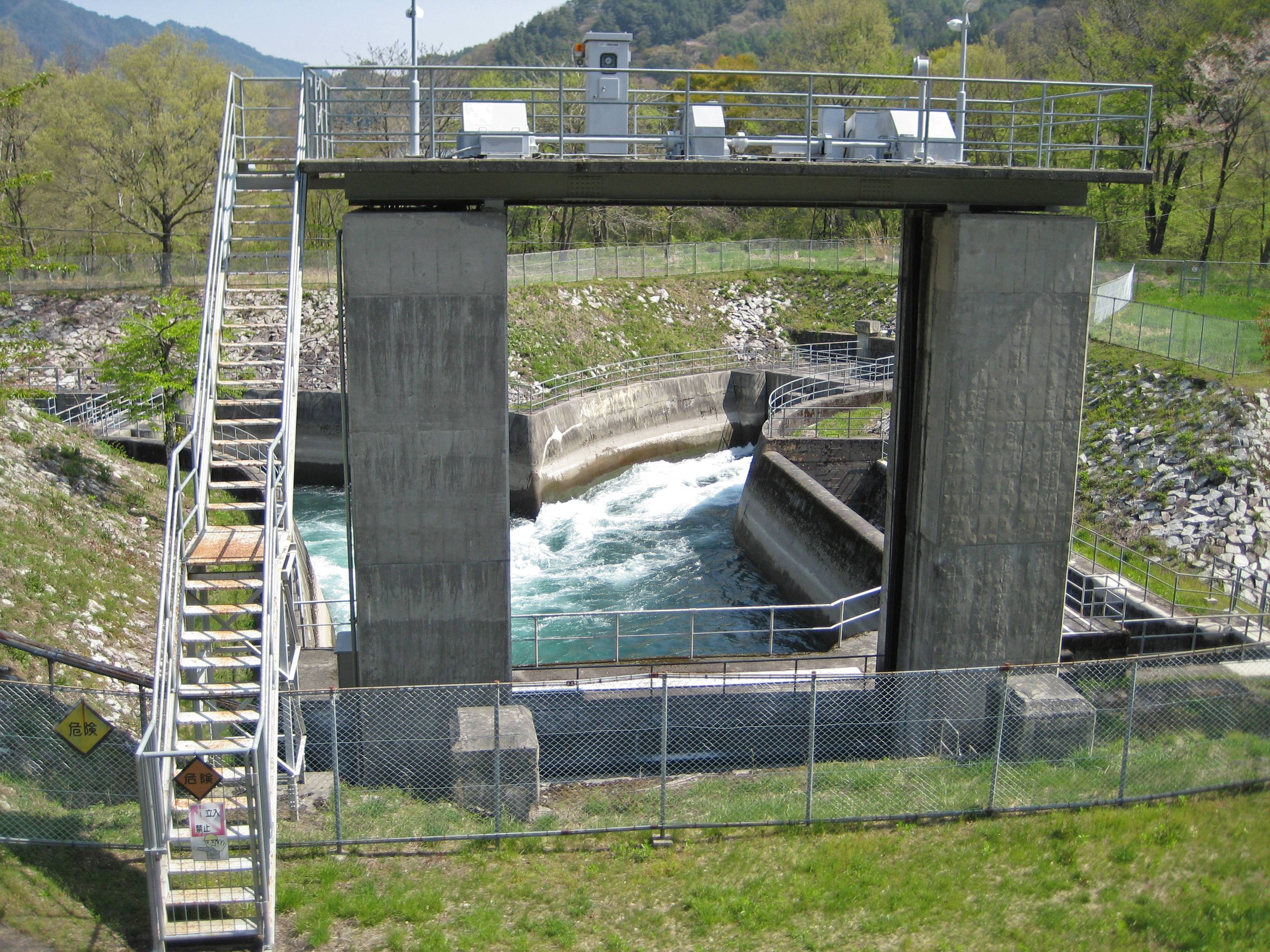
王滝川線・木曽川線の合流池

### 発電設備
寝覚発電所の建屋は、木曽川右岸、支流小川との合流点手前（左岸側）の上松町大字小川字北野に位置する。建屋は鉄筋コンクリート構造（2階建て）で、総面積は971.2平方メートル。
上部水槽からは長さ212メートルの水圧鉄管にて水を落とし、2組の水車発電機を稼働させて発電する。水車は立軸単輪単流渦巻フランシス水車を採用し、発電機は容量2万キロボルトアンペアのものを備える。周波数は50・60ヘルツの双方に対応する。水車・発電機ともに日立製作所製である。

### 上松発電所設備
寝覚発電所では、当初は使用した水を放水路にてすべて木曽川本川へ放流していたが、1947年（昭和22年）になって放水路直結の上松発電所が竣工した。この上松発電所は導水路のみで落差を得て発電する水路式発電所で、最大使用水量48.65立方メートル毎秒・有効落差21.10メートルにより最大8,000キロワットを発電する。
上松発電所は寝覚発電所放水口に直結するため取水堰を持たない。上部水槽につながる導水路は全長2,507メートルで大部分をトンネルが占める。水槽から水車発電機へと水を落とす水圧鉄管は、長さ21.1メートルのものを1条設置。水車発電機は1組あり、水車は立軸単輪単流渦巻フランシス水車を採用、発電機は容量1万キロボルトアンペア・周波数60ヘルツのものを備える。水車・発電機は大峰発電所（京都府）にあった2組のうち片方を転用したもので、水車はフォイト製、発電機はシーメンス製である。
発電所建屋は鉄筋コンクリート構造で、総面積は446.5平方メートル。

## 歴史

### 寝覚発電所の建設
寝覚発電所を建設したのは、大正・昭和戦前期にかけての大手電力会社大同電力である。発電所の建設地点は、大同電力が水利権を持っていた「駒ヶ根」地点を上下に分割したうちの上流側にあたる。下流側は桃山発電所として1923年（大正12年）に開発されたが、上流の寝覚地点は電力需要の関係で長く開発されなかった。
駒ヶ根地点から分割された時点での水利権許可では、最大使用水量は1,000立方尺毎秒（27.83立方メートル毎秒）に留まり、発電所出力は1万キロワット程度となる予定であった。大同電力ではその後の計画見直しで、
- 王滝川にて許可されていた「王滝第一」地点の下流側
- 木曽川上流部の木曽川電力「神戸」地点
- 支流小川の木曽川電力「小川」地点

の3地点を寝覚地点に組み入れて、落差を増加させるという計画を立てた。その上使用水量も増加し、王滝川から1,600立方尺毎秒（44.52立方メートル毎秒）、木曽川から500立方尺毎秒（13.91立方メートル毎秒）、小川から100立方尺毎秒（2.78立方メートル毎秒）、合計2,200立方尺毎秒（61.22立方メートル毎秒）を取水するという許可を得た。こうした計画変更を経て大同電力は1936年（昭和11年）9月に寝覚発電所建設に着手する。工事に伴い木曽川電力の既設神戸・小川両発電所を買収の上廃棄し、前述の通り神戸発電所については取水堰・導水路などの一部設備を改修し活用している。
寝覚発電所は1938年（昭和13年）9月に竣工、21日に運転を開始した。発電所建設にあわせ、関東方面への既設東京送電線、関西方面への既設大阪送電線の双方へと連絡する送電線が架設された。従って、寝覚発電所では東西どちらにも送電できるよう、50ヘルツ・60ヘルツどちらの周波数でも運転可能な水車発電機を備えている。
1939年（昭和14年）4月1日、電力国家管理の担い手として国策電力会社日本発送電が設立された。同社設立に関係して、大同電力は「電力管理に伴う社債処理に関する法律」第4条・第5条の適用による日本発送電への社債元利支払い義務継承ならびに社債担保電力設備（工場財団所属電力設備）の強制買収を前年12月に政府より通知される。買収対象には寝覚発電所など14か所の水力発電所が含まれており、これらは日本発送電設立の同日に同社へと継承された。なお継承直前の1939年3月、木曽川からの取水を625立方尺毎秒（17.39立方メートル毎秒）に、小川からの取水を140立方尺毎秒（3.90立方メートル毎秒）にそれぞれ引き上げて使用水量を合計2,365立方尺毎秒（65.80立方メートル毎秒）とする許可を得て、同時に発電所出力を当初の3万2,600から3万5,000キロワットに増強している。

### 上松発電所の建設

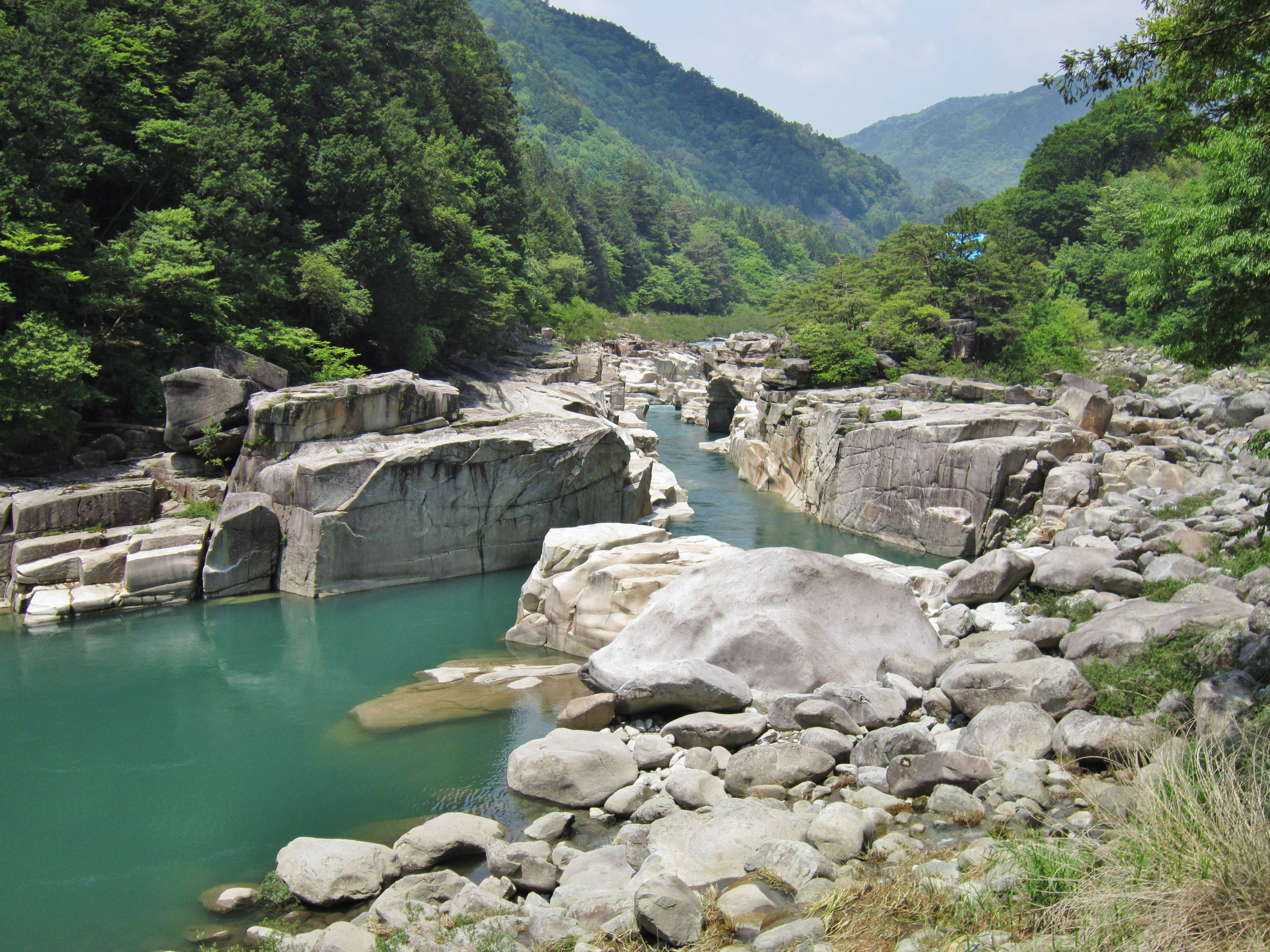
名勝寝覚の床

寝覚発電所と下流桃山発電所の間の木曽川には、景勝地「寝覚の床」がある。桃山発電所の建設時、計画では寝覚の床の上流側で取水する予定であったが、景勝地保存のため付近での水の利用を取り止め、その取水口を下流側に設置していた。
寝覚・桃山間が大同電力時代には開発されなかったため、ここには約23メートルの未利用落差が残った。太平洋戦争開戦後、電力拡充のためこの区間にも開発の手が及び、1943年（昭和18年）8月、逓信大臣より日本発送電に対し上松発電所建設命令が発せられた。着工は同年10月で、1944年（昭和19年）12月末までの竣工を目指し工事が進められたが、戦時下にあって資材・労力の不足が続いた。労力については近隣町村からの勤労報国隊や学徒勤労隊の動員によってかろうじて補給したが、資材不足で工事は進まず、1945年（昭和20年）3月にはついにセメントの入荷が皆無となってしまった。
終戦により工事は一旦停止されるが、戦後の電力不足によって翌1946年（昭和21年）3月商工大臣より工事続行命令が発せられ、冬の渇水に間に合わせるため12月末までの竣工を目標に工事が再開された。竣工を急ぐため導水路トンネル工事では大部分でコンクリート巻き立てを省略したが、12月に洪水で水路が一部崩壊する事故が発生、復旧のため運転開始は1947年（昭和22年）2月13日となった。その後4月より9月末まで河川敷内の開渠区間を暗渠に改修する工事を実施し、1949年（昭和24年）2月からはトンネル無巻部分の巻き立て工事を施工、8月10日に竣工させた。後者の工事に伴い、発電所出力は運転開始時の6,500キロワットから8,000キロワットに増強されている。

### 木曽ダム建設
太平洋戦争後、1951年（昭和26年）5月1日実施の電気事業再編成では、寝覚・上松両発電所はほかの木曽川の発電所とともに供給区域外ながら関西電力へと継承された。日本発送電設備の帰属先を発生電力の主消費地によって決定するという「潮流主義」の原則に基づき、木曽川筋の発電所が関西電力所管となったことによる。
関西電力発足後、木曽川中流部においては再開発が進められ、下流側から山口発電所（1957年）・読書第二発電所（1960年）が相次いで建設された。これに続いて、中流部の水路式発電所5か所（寝覚・上松・桃山・須原・大桑）に関する再開発が計画され、この区間における河川利用率を向上させるとともに尖頭負荷発電所として運用させるべく、木曽ダムならびに木曽発電所（出力11万6,000キロワット）の建設が進められ、1968年（昭和43年）に竣工した。ダムは木曽川との合流点直上の王滝川に位置し、水路は既設発電所群の水路の山側（西側）を通り地下式の木曽発電所を経て大桑発電所直上に設けられた放水口に至る。
この木曽ダム開発に伴って、前述の通り寝覚発電所は王滝川からの取水を木曽発電所と共用の木曽ダムへと切り替え、小川の取水堰も同発電所との共用としている。